# Eloy Angulo
Eloy Angulo Sivianes (Camas, 10 aprile 1955) è un ex calciatore spagnolo, di ruolo attaccante.

## Carriera
In attività giocava come attaccante. Con lo Xerez vinse un campionato di Segunda División B. Conta 38 presenze e 2 reti con il Valencia in Primera División.

## Palmarès

### Club

#### Competizioni nazionali
- Segunda División B: 1

Xerez: 1981-1982